# Jatra Timur
Jatra Timur is een bestuurslaag in het regentschap Sampang van de provincie Oost-Java, Indonesië. Jatra Timur telt 2468 inwoners (volkstelling 2010).